# Cases de comparet al carrer de Sant Pere (Vilafranca del Penedès)
Les Cases de comparet al carrer Sant Pere és un conjunt d'edificis del municipi de Vilafranca del Penedès (Alt Penedès) que formen part de l'Inventari del Patrimoni Arquitectònic de Catalunya. Aquest tipus d'habitatges es construïren a les zones d'eixample del segle xix. Generalment es realitzaven en grups, adoptant diferents variants, de les quals la més usual és la de convertir la finestra en porta (com la del nº96 del carrer de Sant Pere).
Són cases entre mitgeres i d'una crugia. Consten de planta baixa i entresòl sota coberta de teula àrab a dues aigües. Responen a l'adaptació funcional de l'activitat agrícola, tot i que presenten alguns elements de l'arquitectura "culta". Són d'interès tipològic, tant pel que fa a l'obra original com en les reformes posteriors.